# Girl from the North Country
Girl from the North Country ist ein Folksong von Bob Dylan. Er wurde 1963 auf seinem zweiten Studioalbum The Freewheelin’ Bob Dylan veröffentlicht.

## Geschichte
Dylan schrieb den Song während eines längeren Englandaufenthalts im Jahr 1962. Es gibt Spekulationen, dass sich der Song auf eine reale Person bezieht. Eine Theorie lautet, dass es sich um ehemalige Freundinnen wie Echo Helstrom und Bonnie Beecher aus seiner Heimat Minnesota handeln könnte, was den Titel Girl from the North Country erklären würde. Ebenso wird angenommen, dass Dylan an Suze Rotolo gedacht hatte, als er den Song komponierte. Rotolo war 1963 auf dem Cover von The Freewheelin’ Bob Dylan abgebildet. Das Album entstand, als die beiden lange räumlich getrennt waren und die Beziehung zu zerbrechen drohte – was sie 1964, ein Jahr nach Erscheinen des Albums, dann auch tatsächlich tat.

## Einfluss
Musikalisch wurde Dylan zu dieser Zeit von englischen Folksongs und Balladen beeinflusst, speziell von den Songs von Martin Carthy, in diesem Fall von dessen Interpretation des bekannten englischen Volksliedes Scarborough Fair, das einen ähnlichen Inhalt hat und in dem eine ähnliche Stimmung vorherrscht. Die Passage “Remember me to one who lives there, she once was a true love of mine” ist wörtlich aus diesem Volkslied übernommen.

## Versionen
Auf den Dylan-Konzertalben Real Live und The 30th Anniversary Concert Celebration erschienen Live-Versionen des Titels. Eine der bekanntesten Variationen stammt von Dylan selbst, gesungen 1969 als Duett mit Johnny Cash. Der Song wurde der erste auf Dylans neuntem Studioalbum Nashville Skyline.

### Coverversionen
- Hugues Aufray, französische Version auf seinem Album Aufray Chante Dylan (1965).
- Björn Afzelius, schwedische Version als Flickan Från Landet I Norr auf dem Livealbum Danska Nätter (1982).
- Leo Kottke, auf dem Album zum Film North Country (2005).
- Sting, auf der Kompilation Chimes Of Freedom – The Songs Of Bob Dylan – Honouring 50 Years Of Amnesty International (2012).

Ein Rock-Cover der Band The Lions aus dem Jahr 2009 kommt im Soundtrack der US-Serie Sons of Anarchy vor.
Weitere bekannte Adaptionen stammen von Künstlern wie Joe Cocker, Roy Harper, Jon Mark, Rod Stewart, Pete Townshend und Peter Maffay (Halleluja).